# Studio Babelsberg

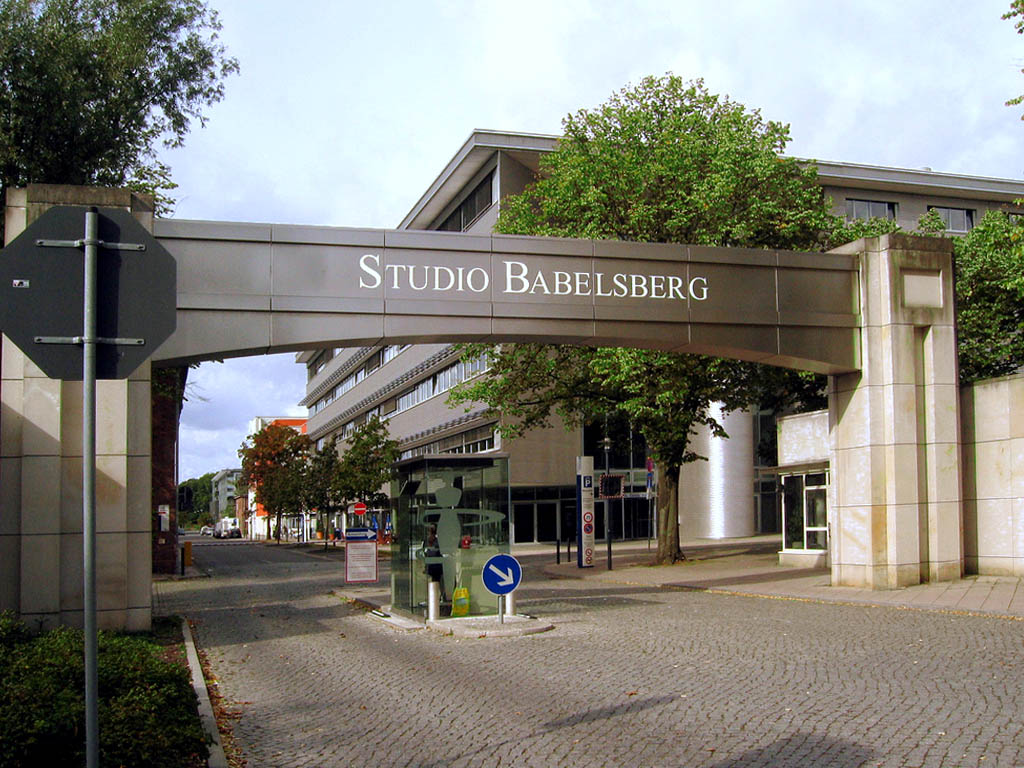
Studio filmowe Babelsberg

Studio Babelsberg – najstarsze na świecie studio filmowe znajdujące się obecnie w dzielnicy Babelsberg miasta Poczdam. Powstało ono w 1911. Z powodu wyglądu obiektów, nazywano je szklanym atelier filmowym.
Działające do dziś miasteczko filmowe zajmuje obszar 24 hektarów (ok. 240 000 m²). Założyła je firma Bioscop. Później firma połączyła się z francuskim producentem filmowym Eclair i przekształciła się w Decla Bioscope. W 1917 całość przejęło przedsiębiorstwo Universum Film AG, w skrócie UFA.
Pierwszy film powstał w 1912. Był to film niemy pt. Der Totentanz (Taniec umarłych) w reżyserii Urbana Gada z Astą Nielsen w roli głównej. W 1926 powstała największa do dziś hala, nazwana imieniem Marleny Dietrich. Kręcono w niej film science-fiction Metropolis reż. Fritza Langa. W tym samym roku nakręcono pierwszy w kinematografii niemieckiej film dźwiękowy (niem. Melodie des Herzens) Melodie miłości. W 1930, w nowym studio dźwiękowym nakręcono film z Marleną Dietrich (niem. Blaue Engel) – Błękitny Anioł – wówczas obraz i dźwięk utrwalano jednocześnie.
W czasach nazistowskich, w latach 1933–1944, nakręcono ponad 1 tys. filmów, w tym liczne obrazy propagandowe i antyżydowskie. Po zakończeniu II wojny światowej Niemcy rozpoczęli kręcić pierwszy film 4 maja 1946. Był to obraz Wolfganga Staudtego zatytułowany (niem. Die Mörder sind unter uns) – Mordercy są wśród nas. Na terenie miasteczka powstały m.in. wszystkie odcinki filmów o Winnetou.
W okresie od 1946 do 1990 powstało na terenie studia ponad 700 filmów fabularnych, ponad 150 filmów dla dzieci. W latach 1959–1990 na potrzeby telewizji NRD wyprodukowano ok. 600 filmów. Dwa lata po zjednoczeniu NRD i RFN, w 1992 studio zostało przejęte przez francuski koncern mediowy CGE (fra. Compagnie Générale des Eaux), od 2006 przemianowany na Vivendi Universal.
Aktualnie Studio Babelsberg jest częścią Miasteczka Mediowego, do którego należą m.in.: Park Filmowy Babelsberg, poczdamski Uniwersytet Filmu i Telewizji im. Konrada Wolfa, centrum transmisyjne lokalnego ośrodka telewizji RBB org. (niem. Rundfunk Berlin-Brandenburg), Muzeum Radia Niemieckiego, i Niemieckie Archiwum Radiowe oraz biura i studia produkcji filmowej i telewizyjnej. Od 2004 właścicielem całości jest spółka (niem Beteiligungsgesellschaft FBB – Filmbetriebe Berlin Brandenburg GmbH).

## Literatura
- Hans-Jürgen Tast (ed.) Anton Weber (1904–1979) – Filmarchitekt bei der UFA (Schellerten 2005) ISBN 3-88842-030-X.